# فرناندو ريبيرو فيرنانديز
فرناندو ريبيرو فيرنانديز هو لاعب كرة قدم برازيلي، ولد في 16 يوليو 1986 في غويانيا في البرازيل. لعب مع أتلتيكو غويانيينسي ونادي فلامنغو ونادي فيلا نوفا.